# Elena Matous
Elena Matous-Radici (ur. 10 maja 1953 w Cortinie d’Ampezzo) – włoska narciarka alpejska.

## Kariera
W swojej karierze reprezentowała kilka państw, przede wszystkim Iran oraz, od 1978 r. do końca kariery, San Marino.
W zawodach Pucharu Świata zadebiutowała 4 stycznia 1971 roku w Mariborze, gdzie zajęła 54. miejsce w gigancie. Pierwsze punkty wywalczyła 13 marca 1973 roku w Naeba, gdzie zajęła dziesiąte miejsce w slalomie. Na podium zawodów tego cyklu jedyny raz stanęła 15 grudnia 1976 roku w Cortinie d’Ampezzo, kończąc rywalizację w zjeździe na drugiej pozycji. W zawodach tych rozdzieliła dwie Austriaczki: Annemarie Moser-Pröll i Brigitte Totschnig. W kolejnych startach jeszcze jeden raz była blisko podium: dwa dni później w tej samej miejscowości była czwarta w slalomie, przegrywając walkę o trzecie miejsce z Rosi Mittermaier z RFN. W sezonie 1976/1977 zajęła 22. miejsce w klasyfikacji generalnej, a w klasyfikacji zjazdu była ósma.
W 1974 roku wystartowała na mistrzostwach świata w Sankt Moritz, gdzie zajęła 24. miejsce w zjeździe i 31. miejsce w slalomie, a giganta nie ukończyła. Nie startowała na igrzyskach olimpijskich.
Jej mężem był włoski narciarz alpejski Fausto Radici.

## Osiągnięcia

### Mistrzostwa świata
| Miejsce | Dzień    | Rok  | Miejscowość  | Konkurencja | Czas biegu | Strata | Zwyciężczyni          |
| ------- | -------- | ---- | ------------ | ----------- | ---------- | ------ | --------------------- |
| DNF     | 3 lutego | 1974 | Sankt Moritz | Gigant      | 1:43,18    | -      | Fabienne Serrat       |
| 24.     | 7 lutego | 1974 | Sankt Moritz | Zjazd       | 1:50,84    | +6,11  | Annemarie Moser-Pröll |
| 31.     | 8 lutego | 1974 | Sankt Moritz | Slalom      | 1:34,63    | ?      | Hanni Wenzel          |

### Puchar Świata

#### Miejsca w klasyfikacji generalnej
| Sezon     | Miejsce |
| --------- | ------- |
| 1972/1973 | 35.     |
| 1974/1975 | 27.     |
| 1975/1976 | 27.     |
| 1976/1977 | 22.     |
| 1977/1978 | 26.     |
| 1979/1980 | 64.     |

#### Miejsca na podium
| Nr | Dzień      | Rok  | Miejscowość       | Konkurencja | Czas jazdy | Miejsce | Zwyciężczyni          | Uwagi |
| -- | ---------- | ---- | ----------------- | ----------- | ---------- | ------- | --------------------- | ----- |
| 1. | 15 grudnia | 1976 | Cortina d’Ampezzo | Zjazd       | 1:36.06    | 2.      | Annemarie Moser-Pröll |       |